# El Arenal (kommun i Mexiko, Hidalgo, lat 20,22, long -98,89)
El Arenal är en kommun i Mexiko.   Den ligger i delstaten Hidalgo, i den sydöstra delen av landet, 90 km norr om huvudstaden Mexico City.
Följande samhällen finns i El Arenal:
- El Arenal
- La Sala
- La Manzana Uno
- Colonia Veinte de Noviembre
- Chimilpa
- El Paje
- Cosahuayán Grande
- La Azteca
- La Garita
- El Sabino